# Urophyllum schmidtii
Urophyllum schmidtii är en måreväxtart som beskrevs av Charles Baron Clarke. Urophyllum schmidtii ingår i släktet Urophyllum och familjen måreväxter.
Artens utbredningsområde är Thailand. Inga underarter finns listade i Catalogue of Life.